# Békéscsabai zsinagóga
Ez a szócikk a békéscsabai új zsinagógáról szól. Az ortodox zsinagógát lásd Békéscsabai ortodox zsinagóga, míg a régi neológ zsinagógát Békéscsabai neológ zsinagóga címmel.
A békéscsabai zsinagóga a mai Magyarország területén található legfiatalabb zsidó vallási épület. 2004-ben építették és 2008-ban szentelték fel. 1945 óta a legnagyobb ilyen jellegű új épület Közép-Európában.

## Története
Békéscsabán a 19. században jelentek meg a zsidók, és hamarosan már imaházat is építettek maguknak. Hasonlóan a magyarországi irányzathoz, itt is megjelent az ortodox mellett a neológ irányzat, ami nagyobb közösséget is számlált már az első világháború előtt. Így két zsinagóga is működött ekkor a városban, mindkettő a belváros szívében, a Luther utcán állt, egymással közvetlenül szemben.
Mivel a második világháború után az eredetileg nagyszámú békéscsabai zsidó közösség megfogyatkozott a deportálások és elvándorlás következtében, csak pár százan maradtak meg. Ezért egy kis épületben folytak az istentiszteletek, az eredeti zsinagógákat az 1960-as években eladta a Magyarországi Izraeliták Országos Közössége. Az ortodox zsinagóga ma is gyakorlatilag változatlan formában áll, raktár és üzlethelyiség üzemel benne. A neológ épületet félig lebontották, másik részét beépítették és jellegtelen, szocreál stílusban bútoráruházat alakítottak ki benne, ami ma is funkcionál. Viszont az igény mindig is megvolt a csabai zsidókban, hogy újra legyen egy saját zsinagógájuk, de erre csak a rendszerváltás után kerülhetett sor.
A zsidó hitközség kezelésében lévő régi, Knézich Károly utcán lévő épület akadályában volt a városfejlesztésnek, ezért igen méltányos árat kínált az önkormányzat, 40 millió forintot, amihez még a Mazsihisz is hozzátett 30 milliót. Így sikerült a Széchenyi ligetben 2004-re átadni az épületet, majd a Tóra tekercsek érkeztével már hivatalosan is használatba vették az izraeliták 2008-ban.

## Fekvése
A megyeszékhely keleti részén, a Kórház utcai stadion mögött, a Széchenyi ligetben található szerény épület. Ez a terület eredetileg is a zsidó közösség kezelésében állt, mellette fekszik az izraelita temető is. Emiatt olcsóbban lehetett kivitelezni itt a beruházást.

## Külső hivatkozások
- Békéscsabai zsidóság és zsinagóga  - Zsinagógák.hu Archiválva 2008. szeptember 24-i dátummal a Wayback Machine-ben
- Új zsinagógát adtak át Békéscsabán - Hír6.hu
- Újrakezdés előtt Békéscsabán - Hetek[halott link]